# Лилль-Европа
Лилль-Европа (фр. Lille Europe) — второй железнодорожный вокзал Лилля, Франция, введённый в эксплуатацию в 1993 году и предназначенный главным образом для скоростного сообщения.

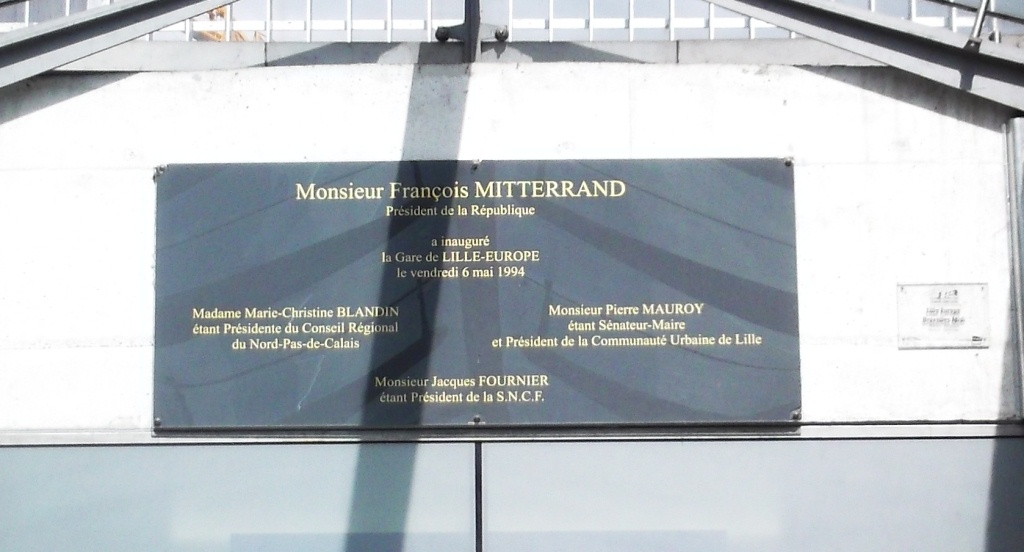
Памятная доска в честь торжественного открытия вокзала

Через вокзал Лилль-Европа осуществляется скоростное сообщение между Парижем, Лондоном и Брюсселем (компания Eurostar). Возможна посадка и высадка пассажиров поездов Eurostar, здесь же осуществляется как французский, так и британский пограничный контроль.

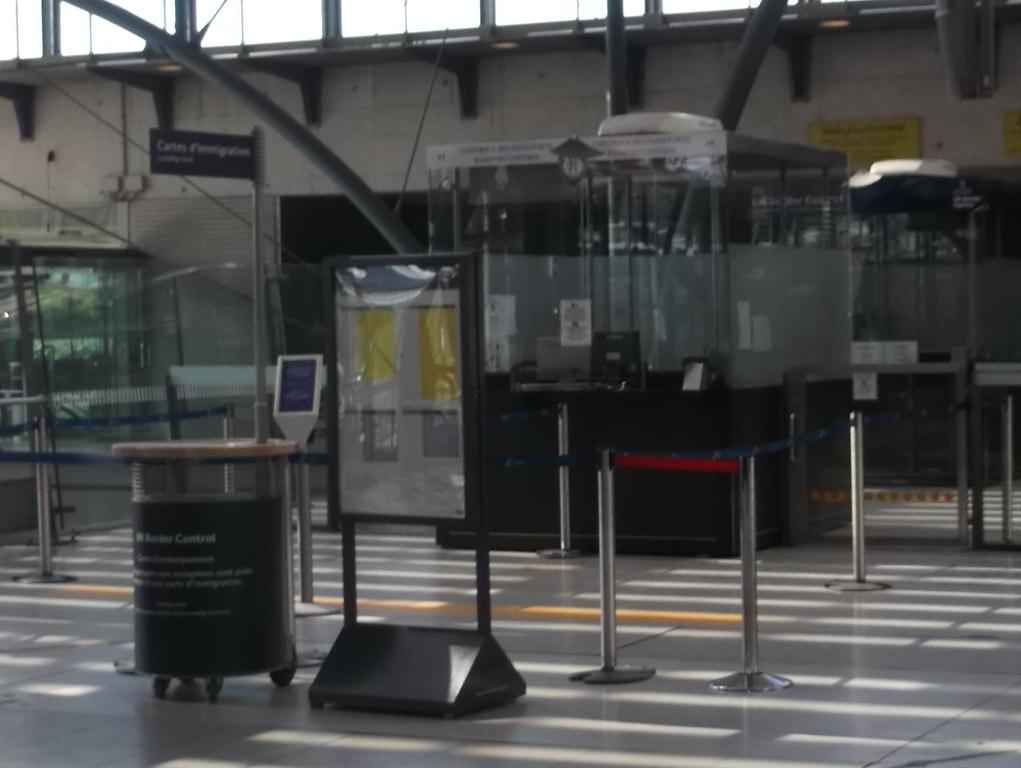
Пограничный КПП для пассажиров Eurostar. На переднем плане — место для заполнения британских миграционных карт не-гражданами Евросоюза. Далее первая будка — французская, вторая — британская

Кроме этого, через вокзал Лилль Европа проходят скоростные поезда TGV и Thalys, курсирующие в сообщении между Францией, Бельгией, Нидерландами и Германией. Часть поездов Лилль — Париж также отправляется с этого вокзала, хотя основным вокзалом Лилля в этом направлении является вокзал Лилль Фландрия. Два главных вокзала Лилля находятся примерно в пяти минутах ходьбы друг от друга.